# Plaque vitrocéramique
 (septembre 2018).
Si vous disposez d'ouvrages ou d'articles de référence ou si vous connaissez des sites web de qualité traitant du thème abordé ici, merci de compléter l'article en donnant les références utiles à sa vérifiabilité et en les liant à la section « Notes et références ».

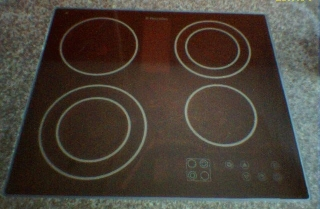
Plaque vitrocéramique

Une plaque vitrocéramique est une table de cuisson qui fut créée en 1974 par Scholtès, constituée d'une plaque vitrocéramique — à proprement parler — et d'un élément de chauffage placé sous cette plaque.

## Types de foyer
On distingue trois types de foyers :
RadiantLe foyer radiant transmet la chaleur par rayonnement et conduction, principalement dans les infrarouges (longueur d'onde de 0,7 et 400 micromètres).
HalogèneLe foyer halogène utilise une ou plusieurs ampoules halogènes comme élément chauffant et transmet la chaleur par rayonnement et conduction.
InductionUne plaque à induction, qui ne change pas l'aspect de la plaque vitrocéramique, transmet la chaleur par un phénomène électromagnétique qui nécessite des casseroles adaptées, dont le fond plat doit contenir un matériau bon conducteur du magnétisme, excluant donc les récipients en verre, terre cuite, cuivre, aluminium et inox austénitique, à tester au moyen d'un aimant.

## Sécurité
Pour éviter les brûlures, la plaque vitrocéramique doit comporter un élément d'indication de la température transmise par la casserole posée au-dessus du foyer.

## Vocabulaire régional
La plaque vitrocéramique est :
- la taque vitrocéramique ou la taque de cuisson vitrocéramique des francophones de Belgique.